# Els Borst Netwerk Inspiratieprijs
De Els Borst Netwerk Inspiratieprijs (EBN Inspiratieprijs) is een prijs die jaarlijks wordt uitgereikt aan een vrouw met verdiensten voor D66. De prijs is vernoemd naar Els Borst (1932-2014). Deze politica deed ooit de uitspraak dat politiek te belangrijk is om alleen aan mannen over te laten.

## Nominaties
Leden van D66 kunnen vrouwen nomineren voor de prijs tussen de datum van Internationale Vrouwendag (8 maart) en eind april. Via interne verkiezingen wordt bepaald wie de prijs krijgt toegekend.

## Prijswinnaars
- 2015: Ingrid van Engelshoven, wethouder in Den Haag.[3][4][5][6]
- 2016: Truus Houtepen,  D66-raadslid in Nuenen en lid van Provinciale Staten in Noord-Brabant.[7][8]
- 2017: Wieke Paulusma, Gronings D66-gemeenteraadslid
- 2018: Yassmine el Ksaihi, gemeenteraadslid in Amsterdam
- 2019: Raquel García Hermida-van der Walle
- 2020: Fonda Sahla[9]
- 2021: Jellie Tiemersma[10]
- 2022: Ilana Rooderkerk, fractievoorzitter gemeenteraad Amsterdam
- 2023: Sigrid Kaag, oud-partijleider

Aletta Jacobsprijs · Aletta van Nu Prijs · Anna Bijns Prijs · Colombina · Corrie Hermannprijs · Courbois-parel · Els Borst Netwerk Inspiratieprijs · Femme van het Jaar · Harriët Freezerring · Helena Rubinsteinprijs · Hilda van Suylenburg prijs · Johanna W.A. Naberprijs · Joke Smit-prijs · Kartiniprijs · Liesbeth van Dorsser Keusprijs · Liese Prokop-vrouwenprijs · Maria Tesselschadeprijs · Marie-Popelinprijs · Opzij Literatuurprijs · Opzij Top 100 -  Pieternel Rolprijs · Theo d'Or · Theo Mann-Bouwmeesterring · Theodora Niemeijer Prijs · Topvrouw van het jaar - De Triomf · Victorine Heftingprijs · Vrouw in de Media Award · Wilhelmina Druckerprijs · Women's Prize for Fiction · Zakenvrouw van het jaar · Zonta Award